# Yanting

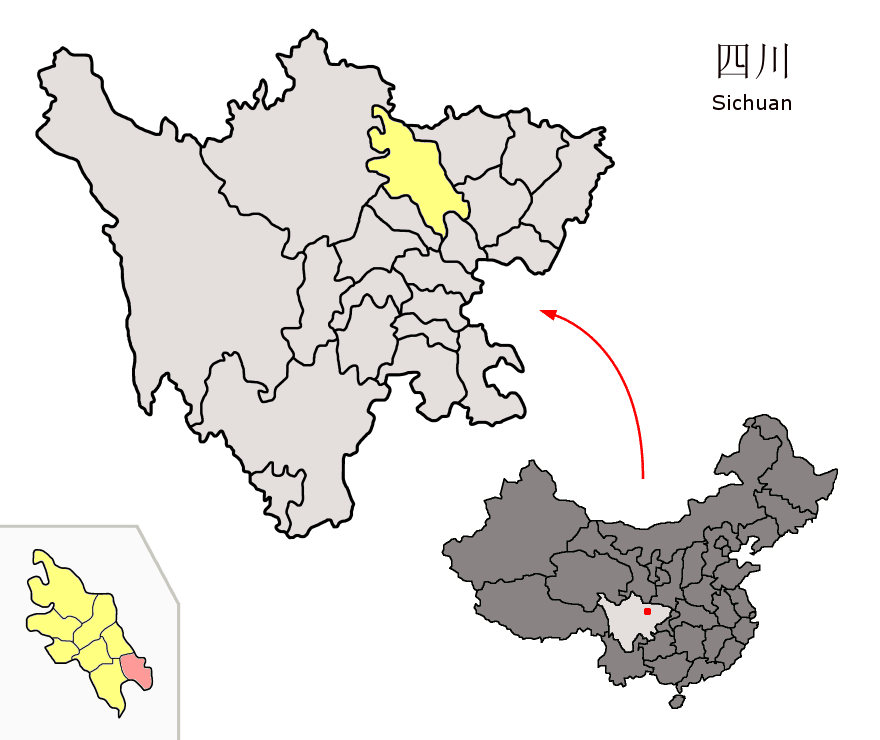
Lage des Kreises Yanting (rosa) in Mianyang (gelb), Provinz Sichuan.

Der Kreis Yanting (chinesisch 盐亭县, Pinyin Yántíng Xiàn) liegt in der chinesischen Provinz Sichuan. Er gehört zum Verwaltungsgebiet der bezirksfreien Stadt Mianyang. Er hat eine Fläche von 1.542 Quadratkilometern und zählt 370.739 Einwohner (Stand: Zensus 2020). 2012 betrug die Einwohnerzahl 600.000.

## Administrative Gliederung
Der Stadtbezirk Yanting setzt sich aus vierzehn Großgemeinden und zweiundzwanzig Gemeinden zusammen. Diese sind:
- Großgemeinde Yunxi (云溪镇,  Yúnxī Zhèn), 71.947 Einwohner
- Großgemeinde Yulong (玉龙镇,  Yùlóng Zhèn), 28.542 Einwohner
- Großgemeinde Fuyi (富驿镇,  Fùyì Zhèn), 45.558 Einwohner
- Großgemeinde Jinkong (金孔镇,  Jīnkǒng Zhèn), 25.833 Einwohner
- Großgemeinde Lianghe (两河镇,  Liǎnghé Zhèn), 24.608 Einwohner
- Großgemeinde Huangdian (黄甸镇,  Huángdiān Zhèn), 28.655 Einwohner
- Großgemeinde Baizi (柏梓镇,  Bǎizǐ Zhèn), 20.688 Einwohner
- Großgemeinde Bajiao (八角镇,  Bājiǎo Zhèn), 25.553 Einwohner
- Großgemeinde Heiping (黑坪镇,  Hēipíng Zhèn), 9.763 Einwohner
- Großgemeinde Gaodeng (高灯镇,  Gāodēng Zhèn), 21.620 Einwohner
- Großgemeinde Jinji (金鸡镇,  Jīnjī Zhèn), 19.037 Einwohner
- Großgemeinde Anjia (安家镇,  Anjiā Zhèn), 12.848 Einwohner
- Großgemeinde Linnong (林农镇,  Línnóng Zhèn), 17.974 Einwohner
- Großgemeinde Julong (巨龙镇,  Jùlóng Zhèn), 10.872 Einwohner
- Gemeinde Longquan (龙泉乡,  Lóngquán Xiāng), 9.320 Einwohner
- Gemeinde Zhegong (折弓乡,  Zhēgōng Xiāng), 10.742 Einwohner
- Gemeinde Mayang (麻秧乡,  Máyāng Xiāng), 9.317 Einwohner
- Gemeinde Sanyuan (三元乡,  Sānyuán Xiāng), 10.698 Einwohner
- Gemeinde Wulong (五龙乡,  Wǔlóng Xiāng), 10.683 Einwohner
- Gemeinde Chating (茶亭乡,  Chátíng Xiāng), 8.406 Einwohner
- Gemeinde Jin’an (金安乡,  Jīnān Xiāng), 9.945 Einwohner
- Gemeinde Xize (洗泽乡,  Xǐzé Xiāng), 20.845 Einwohner
- Gemeinde Maogong (毛公乡,  Máogōng Xiāng), 13.543 Einwohner
- Gemeinde Fenghe (冯河乡,  Fénghé Xiāng), 13.373 Einwohner
- Gemeinde Shiniumiao (石牛庙乡,  Shíniúmiào Xiāng), 14.640 Einwohner
- Gemeinde Daxinghuizu (大兴回族乡,  Dàxīnghuízú Xiāng), 6.763 Einwohner
- Gemeinde Zonghai (宗海乡,  Zōnghǎi Xiāng), 6.900 Einwohner
- Gemeinde Liangchahe (两岔河乡,  Liǎngchàhé Xiāng), 6.288 Einwohner
- Gemeinde Jianhe (剑河乡,  Jiànhé Xiāng), 4.757 Einwohner
- Gemeinde Lailong (来龙乡,  Láilóng Xiāng), 5.098 Einwohner
- Gemeinde Yongtai (永泰乡,  Yǒngtài Xiāng), 8.002 Einwohner
- Gemeinde Huangxi (黄溪乡,  Huángxī Xiāng), 8.283 Einwohner
- Gemeinde Juxi (榉溪乡,  Jǔxī Xiāng), 9.872 Einwohner
- Gemeinde Shuangbei (双碑乡,  Shuāngbēi Xiāng), 5.450 Einwohner
- Gemeinde Linshan (林山乡,  Línshān Xiāng), 4.452 Einwohner
- Gemeinde Xinnong (新农乡,  Xīnnóng Xiāng), 5.666 Einwohner

Einwohnerzahlen nach der fünften Volkszählung im Jahr 2000.